# 山下誠一郎
山下 誠一郎（やました せいいちろう、1992年5月21日 - ）は、日本の男性声優。広島県福山市出身。大沢事務所所属。

## 来歴
当初は俳優志望だったが、広島県出身だったため、なりたいと考えてもオーディションもなく東京で実行に移せる環境ではなかった。高校進学後、色々友人ができ、アニメ、漫画に深く関わり、「声優という仕事は面白いかも」と思ったことがきっかけで声優を目指した。
高校を卒業後、アミューズメントメディア総合学院声優学科へ入学。2012年に洋画『グッド・ドクター 禁断のカルテ』で声優デビューを果たした後、2013年1月から3月にかけて行われた「プロダクション所属学内オーディション」で大沢事務所に合格。同年10月にはテレビアニメ『ワルキューレ ロマンツェ』の水野貴弘役で初主演を果たした。
『キャッ党忍伝てやんでえ』35周年記念として制作された新作ゲーム『Samurai Pizza Cats: Blast from the Past!』では小杉十郎太に代わってスカシー役を担当することが決まった（なお、ヤッ太郎やプルルンなどは当時のアニメ版と同じキャストである）。

## 出演
太字はメインキャラクター。

### テレビアニメ
2013年
- アイカツ!（男性）
- 蒼き鋼のアルペジオ -アルス・ノヴァ-（生徒C）
- 俺の妹がこんなに可愛いわけがない。（スタッフA）
- 神さまのいない日曜日（生徒、テセリック）
- ステラ女学院高等科C3部（大学生B）
- とある科学の超電磁砲S（男、アンチスキル、犯人）
- WHITE ALBUM2（宅配業者）
- ワルキューレロマンツェ（水野貴弘）

2014年
- 甘城ブリリアントパーク（ニック）
- ウィザード・バリスターズ 弁魔士セシル（鑑識A、刑事）
- M3〜ソノ黒キ鋼〜（警官A、イマシメ、声）
- オオカミ少女と黒王子（大野淳弥）
- ガイストクラッシャー（バリー隊員）
- 彼女がフラグをおられたら（生徒A、聖帝小路隆守、男子生徒）
- ゴールデンタイム（中川）
- ジュエルペット ハッピネス（男子生徒2）
- ソウルイーターノット!（クレイ）
- 天体のメソッド（生徒）
- 凪のあすから（飯森仁、濱中生徒A）
- 魔弾の王と戦姫（取り巻き、兵士、斥候、重装歩兵、兵、側近）
- 魔法科高校の劣等生（テロリスト）
- ヤマノススメ シリーズ（2014年 - 2022年、夢馬くん、健一〈青年〉、山小屋の人、ホタルのおばけ、太子、係員 他） - 2シリーズ
- レディ ジュエルペット（2014年 - 2015年、プリンス・ソアラ、警察官）

2015年
- 赤髪の白雪姫（役人、兵B）
- 終わりのセラフ 名古屋決戦編（楠木英太）
- 機動戦士ガンダム 鉄血のオルフェンズ（昌弘・アルトランド、鉄華団団員）
- GATE 自衛隊 彼の地にて、斯く戦えり（2015年 - 2016年、ランサー、自衛官、メト、カラスタ 他）
- Go!プリンセスプリキュア（消防団員）
- コメット・ルシファー（警備兵、兵士）
- 下ネタという概念が存在しない退屈な世界（下着泥棒A）
- 食戟のソーマ（2015年 - 2016年、男子学生C、スタッフC / アベル・ブロンダン、男子生徒A、観客C） - 2シリーズ
- ダンジョンに出会いを求めるのは間違っているだろうか（2015年 - 2019年、冒険者B、リッソス） - 2シリーズ
- 電波教師（マモル）
- バトルスピリッツ 烈火魂（2015年 - 2016年、烈火幸村）

2016年
- 宇宙パトロールルル子（マフィア、本部隊員星人）
- orange（成瀬翔）
- 斉木楠雄のΨ難（男子生徒C）
- 終末のイゼッタ（ゲール兵C、パイロット、エイルシュタット兵、指揮官、スタンリーの部下 他）
- 少女たちは荒野を目指す（北条文太郎）
- 刀剣乱舞-花丸-（2016年 - 2018年、薬研藤四郎、愛染国俊） - 2シリーズ
- ドリフターズ（エルフ、オルテ兵）
- ネトゲの嫁は女の子じゃないと思った?（†クラウド†）
- パズドラクロス（2016年 - 2017年、ウォルター、レフェリー、ギルド龍喚士）
- ハルチカ〜ハルタとチカは青春する〜（片桐圭介）
- FAIRY TAIL ZERO（巨獣、商人、魔導士、職人、男）
- ブブキ・ブランキ（デルス・ニジニ） - 2シリーズ
- プリンス・オブ・ストライド オルタナティブ（クラスメイト、カメラマン）
- 無彩限のファントム・ワールド（ヒグマーン兵、ファントム）
- モブサイコ100（2016年 - 2022年、犬川、佐川、磐梯、テロル、大学生 他） - 3シリーズ

2017年
- パズドラクロス（レフェリー、ギルド龍喚士）
- セイレン（カメラ小僧）
- アイドルタイムプリパラ（2017年 - 2018年、夢川ショウゴ、タケちゃん）
- ソード・オラトリア ダンジョンに出会いを求めるのは間違っているだろうか外伝（ヴィリー）
- エロマンガ先生（山田クリス）
- 活撃 刀剣乱舞（薬研藤四郎）
- ひとりじめマイヒーロー（吉田次郎）
- セントールの悩み（小間降道）
- 徒然チルドレン（内村千秋）
- ゲーマーズ!（大樹）
- ディアホライゾン（被）（リアン）
- ブレンド・S（客、イケメン）
- クジラの子らは砂上に歌う（トクサ）

2018年
- ポプテピピック（平大地）
- ミイラの飼い方（立秋大地、ムクムク）
- LOST SONG（ヘンリー・レオボルト）
- Butlers〜千年百年物語〜（黒澤大地）
- ピアノの森（モーツァルト、ソフィ兄）
- はねバド!（伊勢原学）
- 夢王国と眠れる100人の王子様（ケガレマル）
- ロード・エルメロイII世の事件簿 -魔眼蒐集列車 Grace note-（2018年 - 2021年、スヴィン・グラシュエート） - 1シリーズ + 特別編2作品

2019年
- revisions リヴィジョンズ（背広2、群衆3）
- 転生したらスライムだった件（2019年 - 2021年、フォビオ） - 3シリーズ
- おじゃる丸（うすいさちよの同級生、怪盗）
- 歌舞伎町シャーロック（2019年 - 2020年、ジェームズ・モリアーティ）
- スタンドマイヒーローズ PIECE OF TRUTH（神楽亜貴）
- オトッペ（ベルベリー、スー、ボルボン）

2020年
- 宝石商リチャード氏の謎鑑定（男性店員）
- あひるの空（平井六郎）
- ギャルと恐竜（翔太、男性アナウンサー）
- 天晴爛漫!（一色小雨）
- 魔女の旅々（門兵A）

2021年
- たとえばラストダンジョン前の村の少年が序盤の街で暮らすような物語（アラン）
- ホリミヤ（2021年 - 2023年、石川透） - 2シリーズ
- スケートリーディング☆スターズ（御門万里）
- ゲキドル（黒服）
- 86-エイティシックス-（2021年 - 2022年、ライデン・シュガ） - 2シリーズ
- ミュークルドリーミー みっくす!（2021年 - 2022年、花咲）
- アイドリッシュセブン Third BEAT!（万理の友人）
- 僕のヒーローアカデミア（2021年 - 2023年、外典） - 2シリーズ
- 現実主義勇者の王国再建記（2021年 - 2022年、ギャツビー・コルベール） - 2シリーズ
- 鬼滅の刃 無限列車編（鬼殺隊士）
- 逆転世界ノ電池少女（久導細道）
- 吸血鬼すぐ死ぬ（2021年 - 2023年、ケイ・カンタロウ） - 2シリーズ
- 進化の実〜知らないうちに勝ち組人生〜（オルフェ・アルモンド）

2022年
- フットサルボーイズ!!!!!（宇佐美智）
- 永遠の831（ドンキ）
- アオアシ（橘総一朗）
- トモダチゲーム（親友A）
- 森のくまさん、冬眠中。（ワタリ、オオヤマネコ）
- 陰の実力者になりたくて!（2022年 - 2023年、シド・カゲノー / シャドウ / 影野ミノル） - 2シリーズ
- 夫婦以上、恋人未満。（薬院次郎）
- クールドジ男子（2022年 - 2023年、黄田）
- VAZZROCK THE ANIMATION（上月聡）

2023年
- 『FLAGLIA』〜なつやすみの物語〜（カンチ）
- シュガーアップル・フェアリーテイル（エドモンド二世）
- 氷属性男子とクールな同僚女子（閑古鳥）
- 君は放課後インソムニア（受川太鳳）
- 魔法使いの嫁 SEASON2（リアン・スクリム＝ジョー） - 2シリーズ
- EDENS ZERO（キュアー）
- 無職転生 II 〜異世界行ったら本気だす〜（デリック・レッドバット）
- ニンジャラ（ロビット）
- シャドウバースF（セカンドブラッドの元部長）
- アンデッドガール・マーダーファルス（ベルント）
- 東京リベンジャーズ（鶴蝶）
- オーバーテイク!（結谷迅）
- シャングリラ・フロンティア（2023年 - 2024年、オルスロット）
- キャプテン翼シーズン2 ジュニアユース編（2023年 - 2024年、ラモン・ビクトリーノ）

2024年
- ようこそ実力至上主義の教室へ 3rd Season（桐山生叶）
- 魔都精兵のスレイブ（男子生徒A）
- 百千さん家のあやかし王子（日高隼）
- 悪役令嬢レベル99 〜私は裏ボスですが魔王ではありません〜（ライナス）
- 刀剣乱舞 廻 -虚伝 燃ゆる本能寺-（薬研藤四郎、愛染国俊）
- 神は遊戯に飢えている。（アシュラン）
- 黒執事 -寄宿学校編-（エドワード・ミッドフォード）
- 戦隊大失格（2024年 - 2025年、浦部永玄） - 2シリーズ
- なぜ僕の世界を誰も覚えていないのか?（アシュラン）
- 小市民シリーズ（2024年 - 2025年、氷谷優人） - 2シリーズ
- 村井の恋（溝上浩）
- 星降る王国のニナ（ヨル）

2025年
- この会社に好きな人がいます（立石真直）
- 花は咲く、修羅の如く（秋山松雪）
- 悪役令嬢転生おじさん（ランベール・バランス）
- Unnamed Memory Act.2（セン）
- SAKAMOTO DAYS（田中）
- 機動戦士Gundam GQuuuuuuX（エグザべ・オリベ） - 2025年に劇場先行版が公開
- 華Doll*-Reinterpretation of Flowering-（結城眞紘）
- 鬼人幻燈抄（三浦直次）
- 雨と君と（青年）
- ホテル・インヒューマンズ（加瀬俊哉）

2026年
- 異世界の沙汰は社畜次第（ノルベルト）
- カナン様はあくまでチョロい（供犠羊司）

### 劇場アニメ
2010年代
- 映画 ハイ☆スピード!-Free! Starting Days-（2015年、望月雄馬）
- 劇場版 境界の彼方 -I'LL BE HERE-（2015年、異界士）
- 心が叫びたがってるんだ。（2015年、錦織）
- ハーモニー（2015年）
- orange -未来-（2016年、成瀬翔）
- ゼーガペインADP（2016年、イル）
- 劇場版 黒執事 Book of the Atlantic（2017年、エドワード・ミッドフォード）
- 劇場版 魔法科高校の劣等生 星を呼ぶ少女（2017年、伊達三郎）
- 交響詩篇エウレカセブン ハイエボリューション1（2017年、ブリッジクルーA）
- 劇場版 プリパラ&キラッとプリ☆チャン 〜きらきらメモリアルライブ〜（2018年、夢川ショウゴ）

2020年代
- どうにかなる日々（2020年、矢ヶ崎くん）
- 神在月のこども（2021年、蛇神）
- 機動戦士Gundam GQuuuuuuX -Beginning-（2025年、エグザべ・オリベ）
- KING OF PRISM-Your Endless Call-み〜んなきらめけ!プリズム☆ツアーズ（2025年、夢川ショウゴ）

### OVA
- 堀さんと宮村くん（2014年 - 2018年、男子A、ナレーター、男子B）
- ヤマノススメ セカンドシーズン（2014年 - 2015年、聖徳太子、夢馬くん） - TV未放送話
- ハンツー×トラッシュ（2015年、山城）
- 無彩限のファントム・ワールド 番外編（2016年、生徒）
- エロマンガ先生（2019年、山田クリス）
- ストライク・ザ・ブラッド IV（2020年、宮住琉威[83]）

### Webアニメ
2010年代
- 俺の妹がこんなに可愛いわけがない。（2013年、通行人）
- スーパーショートコミックス（2015年）
- モンスターストライク（2015年、中学生A）
- ホイッスル!（ボイスリメイク版）（2016年、古賀良彦）
- 人力戦艦!?汐風・澤風（2017年、星心平）
- ガンダムビルドダイバーズRe:RISE（2019年 - 2020年、ゴジョウ） - 2シリーズ

2020年代
- ノクターンブギ（2020年、久結霧矢）
- アイドルランドプリパラ（2021年 - 2024年、夢川ショウゴ）
- 賭ケグルイ双（2022年、壬生臣葵）
- スコット・ピルグリム テイクス・オフ（2022年、アニメの少年)
- T・Pぼん（2024年、メネステス）
- ディズニー ツイステッドワンダーランド ザ アニメーション（2025年、エース・トラッポラ）

### ゲーム
2013年
- 八犬伝〜妖刀奇譚〜（犬川荘助）

2014年
- 俺の屍を越えてゆけ2（怒槌丸、鳳あすか、金翔天竜馬、十文字聖夜）
- ガンダムブレイカー2（ルスラン）
- 声カレ〜放課後キミに会いに行く〜（設楽要）
- 十三支演義 〜偃月三国伝2〜（劉琦）
- NAtURAL DOCtRINE（ネブラ）
- フリーダムウォーズ（ビリー・“レパード”・コレル）

2015年
- ソフィーのアトリエ 〜不思議な本の錬金術士〜（オスカー・ベールマー）
- 刀剣乱舞-ONLINE-（薬研藤四郎、愛染国俊)
- 夢王国と眠れる100人の王子様（カルト）

2016年
- 少女たちは荒野を目指す（北条文太郎）
- フィリスのアトリエ 〜不思議な旅の錬金術士〜（オスカー・ベールマー）
- マジカルデイズ the Brats's Parade（シアン）
- スタンドマイヒーローズ（神楽亜貴）

2017年
- 茜さすセカイで君と詠う（平賀源内）
- 探偵 神宮寺三郎 GHOST OF THE DUSK（加賀大吾）
- ディアホライゾン（リアン）
- アイドルタイムプリパラ（ショウゴ）
- クイズRPG 魔法使いと黒猫のウィズ（リュディガー・シグラー）

2018年
- ダイダロス: ジ・アウェイクニング・オブ・ゴールデンジャズ（ハル）

2019年
- 共闘ことばRPG コトダマン（2019年 - 2023年、バックル、フォビオ / カリュブディス、鶴蝶）
- スーパーロボット大戦DD（昌弘・アルトランド）
- SDガンダム GGENERATION CROSSRAYS（昌弘・アルトランド）

2020年
- ディズニー ツイステッドワンダーランド（エース・トラッポラ）
- キャプテン翼 RISE OF NEW CHAMPIONS（ラモン・ビクトリーノ）
- Shadowverse（マーシャルゴーレム、ボーンフリーク）
- ホーンテッド・オバケストラ vol.1 Awaking（史詠）

2021年
- グランブルーファンタジー（2021年 - 2022年、宿命夜想曲・特攻隊、ベルシラック）
- ラグナロクオリジン（カスター）
- 君は雪間に希う（与市）
- 終遠のヴィルシュ -ErroR:salvation-（ヒューゴ）

2022年
- 刀剣乱舞無双（薬研藤四郎）
- ホーンテッド・オバケストラ vol.2 Bianke（史詠）
- エリオスライジングヒーローズ（クリス・ライト）
- ミリオンダラーボーイズ（ナナセ）
- たとえばラストダンジョン前の村の少年が序盤の街で暮らすような物語〜ドタバタ英雄譚〜（アラン）
- 機動戦士ガンダム 鉄血のオルフェンズG（昌弘・アルトランド）
- 陰の実力者になりたくて！マスターオブガーデン（シド・カゲノー / シャドウ）
- Money Parasite 〜嘘つきな女〜（ジェレミア＝ジェンキンス）

2023年
- モンスターストライク（2023年 - 2025年、フォビオ、シャドウ、エグザベ・オリベ）
- 僕のヒーローアカデミア ULTRA IMPACT（外典）
- レスレリアーナのアトリエ 〜忘れられた錬金術と極夜の解放者〜（オスカー）
- 闇色の魔珠（グラン・エリコ・プレゼンス）
- VALORANT（アイソ）

2024年
- マツリカの炯-kEi- 天命胤異伝（ルヲ）
- 妖怪ウォッチ ぷにぷに（鶴蝶）
- マブラヴ：ディメンションズ（ライデン・シュガ）
- 聖剣伝説 VISIONS of MANA（サラマンダー）
- リバースブルー×リバースエンド（エラー）

2025年
- 機動戦士ガンダム アーセナルベース（エグザベ・オリベ）
- SDガンダム GGENERATION ETERNAL（エグザベ・オリベ）

2026年
- ハンサムロンダリング -the mystic lover-（花丘槙尾）

時期未発表
- キャッ党忍伝てやんでえ（スカシー）

### ドラマCD
- ニンジャスレイヤー（2013年、ジェイドソード） - ニンジャスレイヤー 聖なるヌンチャク 特装版特典
- オーバーロード（2014年、トーケル） - 第6巻 王国の漢たち[下]特装版特典
- 日々蝶々（2014年、男子生徒） - 『マーガレット』2014年24号・2015年1号付録
- きょういち君との一生（2015年、茅ヶ谷京一[130]）
- ようこそ声優寮へ! 201号室 〜方言声優〜（2015年、鳴海颯太）
- 君の声で始まる未来 横峯兄弟 編 〜秀次郎の独り立ち計画!〜（2016年、横峯秀次郎、アニメイトオンラインショップ 特典ドラマCD[131]）
- ハルチカ〜ハルタとチカは青春する〜 ドラマCD「文化祭オペレッタ」（2017年、片桐圭介[132]）
- 音戯の譜〜CHRONICLE〜 無色の空と嗤う糸「音戯の譜〜CHRONICLE〜 堕ちゆく蓮の花びら輪廻を見つめて」（2019年、クモオ[133]）
- 華Doll*（2019年、結城眞紘[134]）
- 本好きの下剋上 司書になるためには手段を選んでいられませんドラマCD3 - 5（2019年、コルネリウス、ルーフェン、アナスタージウス[135]）
- Live us vol.1 - 6（2021年、毅山 龍[136]）

### BLCD
2016年
- エスケープジャーニー（2016年 - 2021年、美山有太）
  - エスケープジャーニー2

- まほろばデイズ（結崎草介）
- 恋とはバカであることだ（有太）

2017年
- 世界一初恋 〜アニメイトの場合〜（中川正貴）
- 最悪な男（高取裕也）
- 三角オペラ（山口翔太）
- TVアニメ「ひとりじめマイヒーロー」ドラマCD Vol.1 〜メモリアル、ササ、ときどきトリオ〜（吉田次郎〈委員長〉）

2018年
- 彼らの恋の行方をただひたすらに見守るCD「男子高校生、初めての」 シリーズ（2018年 - 2020年、八雲譲）
  - 〜第8弾 不釣り合いな恋の解釈〜
  - 〜Summer vacation 2018〜
  - 3rd after Disc 〜Dear〜
  - オールコンビネーションCD vol.3

- プリンシプル（辻）
- サヴィル・ロウの誘惑（谷岡仁）
- 百と卍（十六夜）
- 恋愛不行き届き（2018年 - 2019年、江本たける）
  - ロストバージン（江本たける）

- 魔彼 MAKARE〜魔は来たりて彼を堕とす〜 第2巻 天編「Zorn」（ユーゴ）
  - 魔彼 MAKARE〜魔は来たりて彼を堕とす〜 第5巻 天編全巻購入特典

- オルタナティブ（水原知紀）
- リカー&シガレット（テオ）
- 元ヤンパパとヒツジ先生（日辻宏明）

2019年
- 最終電車（夏目澄）
- 蟷螂の檻1（當間育郎）
- 凸凹シュガーデイズ（松風雄二郎）
- 過剰妄想少年（2019年 - 2021年、大野優也）
  - 過剰妄想少年 4巻ドラマCD付

- サハラの黒鷲（2019年 - 2020年、イングル）
  - サハラの黒鷲2 sideアルキル

- ところで今は何番目でしょうか。（市川史郎）
- 三兄弟、おにいちゃんの恋（2019年 - 2021年、スー）
  - 三兄弟、おにいちゃんの愛

2020年
- αがαを抱く方法（野月空真）
- 愛しのXLサイズ・続（蘇我）

2021年
- みだらな猫は甘く啼く（佐久間彰人）
- みなと商事コインランドリー　※月刊コミックジーン8月号付録（2021年 - 2023年、湊晃）
  - みなと商事コインランドリー
  - みなと商事コインランドリー2

- 跪いて愛を問う （2021年 - 2022年、悠生）
  - 跪いて愛を問う ※シェリプラス2022年3月号付録

- イキガミとドナー（2021年 - 2024年、滝）
  - イキガミとドナー 二人のイキガミ（滝奏）

- 兎の森1（2021年－2023年、環）
  - 兎の森2

2022年
- 愛しき人魚（海）
- プリフェクトの箱庭3（久世湊）※コミックスドラマCD付き特装版
- 僕の番はサラブレッドΩ（千歳琥太郎）
- ドラスティックfロマンス（天ヶ瀬）

2023年
- ブルースカイコンプレックス seventh（2023年－2024年、久我山柊真）
  - ブルースカイコンプレックス eighth

- ハジメテだけどカメラの前で（五十嵐大河）
- 2ndバージンのじょうずな捨て方（相羽智秋）
- 教室を出たら俺のモノ（神崎譲）
- なんかもうあーあって感じ。（守谷幸成）

2024年
- 青と碧 BLCDコレクション（葉山青）

2025年
- この恋はきっと、甘すぎる（秋月健人）

### オーディオドラマ
- ねこ男子 ニャンキーハイスクール（2017年、万城目誓太郎[153][154]）
- ネコ×ネコ（2021年、智史[155][156]）
- 婚活マエストロ（2024年、猪名川健人[157]）

### ラジオドラマ
- TBSラジオ エブ★ラジ 夜の連続スマホ小説「放送禁止。」[158]

### デジタルコミック
- 幽焔の悠（2021年、悠[159]）
- ネコ×ネコ（2021年、智史[156]）
- 君のことだけ見ていたい（2022年、佑真）
- orange（2022年、成瀬翔[160]）
- 愛追うふたり（2022年、住吉圭吾）[161]
- Ωに堕ちたα様（2023年、長谷川律）[162]

### 吹き替え

#### 映画
- グッド・ドクター 禁断のカルテ（男）※アミューズメントメディア総合学院在学時、インターンシップで出演。
- 刑事ジョン・ルーサー: フォールン・サン（カラム）
- さまよう刃（韓国版）（キム・ミンギ）
- TALK TO ME トーク・トゥ・ミー
- 猫のルーファスと魔法の王国（スコット〈カイラー・チャールズ・ベック〉）
- ハッピーエンドが書けるまで（ラスティ・ボーゲンズ〈ナット・ウルフ〉）
- レジェンダリー（ダーマッド〈トム・ホランド〉）

#### ドラマ
- BULL / ブル 法廷を操る男
- ARMORED SAURUS アーマードサウルス（2023年、ジン〈キム・ソジン〉[163]）

### 特撮
- 仮面ライダーガッチャード（2024年、ブリザンモスの声、マンモスマルガムの声、ナンモナイトの声[164]）

### ラジオ
※はインターネット配信。
- みなとそふとラジオ（2015年 - 2016年、超!A&G+※）[165]
- 山下誠一郎・古川慎のorangeなふたり（2016年、ラジオ大阪、Radital※）[166]
- MAN TWO MONTH RADIO 山下誠一郎のモブFだった僕がヒーローを目指すラジオ（2016年、AG-ON※・超!A&G+※）[167]
- Butlers 〜千年百年音語〜（2018年、音泉※）[168]
- ロード・エルメロイII世の事件簿 エルメロイ教室便り（2019年、超!A&G+※）[169]
- 「天晴爛漫！」Radio Here we go!!!!!（2020年、音泉※）[170]

### CM
- くまみこ[171]
- アネトンせき止めZ液[172]
- サーティワンアイスクリーム
  - 31%OFF「食べても食べても篇」
  - アイスクリームケーキ「ワンダフルバースデー篇」
  - チャレンジ・ザ・トリプル「トリプルブラザーズ篇」
- イオン ゆかた 2015「なつ古典」/【長編】[173]
- カネボウ フレッシェル[174]
  - 「化粧水」篇
  - 「誘導水 化粧水の前にシュー」篇
  - 「誘導水下ごしらえ」篇
- NEC 企業広告 東京2020オリンピック・パラリンピック協賛 「集まろうぜ。」CG篇[175]
- ポケモン不思議のダンジョン 救助隊DX

### 舞台・朗読劇
- 朗読劇『レスティリズム- L'asterisme-』（2018年11月10日 - 11日） - エメラルド 役[176]
- 舞台『WITH by IdolTimePripara』（2020年12月10日 - 12日、Zepp DiverCity） - 主演・夢川ショウゴ 役[177]
- 朗読劇『ネコたん！〜猫町怪異奇譚〜』（2024年5月19日、あうるすぽっと） - サクタロー 役[178]
- 朗読劇『星降る街』2024（2024年7月7日、大手町三井ホール）[179]
- 声優朗読劇フォアレーゼン〜不器用な果実たち〜（2024年11月10日、八尾市文化会館）[180]
- 朗読劇『ネコたん！弐 ぷらす 〜猫町怪異奇譚〜』仮面遊戯殺猫事件（2025年6月21日〈予定〉、あうるすぽっと） - 阿修羅飄 役[181][182]

### テレビ番組
※はインターネット配信。
- LOST SONG；CONTINUE（2018年8月10日 - 、ニコニコ生放送※）
- ディズニー ツイステッドワンダーランド チャンネル（2020年1月27日 - 、AbemaTV※）

### 映像商品
- 『刀剣乱舞-花丸-』スペシャルイベント 花丸◎日和！
- 続『刀剣乱舞-花丸-』 スペシャルイベント 花丸◎まつり！
- アイドルタイムプリパラ Winter Live 2017
- スペシャルイベント「朝も！夜も！どんなときも！always WITH you!!」by アイドルタイムプリパラ
- プリパラ&キラッとプリ☆チャン Winter Live 2018
- Pripara Friendship 2020 パラダイストレイン！
- スペシャルイベント『WITH/lations』by IdolTimePripara

### 雑誌連載
- 山下誠一郎のペンは声よりも強し（『アニメディア』2020年12月号[1] - 2024年1月号、学研プラス）

### その他コンテンツ
- スマートフォン用ボイスアプリ『シチュエーションカレシ』年下カレシ（2015年、圭吾[183]）
- 映画「きみと、波にのれたら」公開記念特番 令和の夏はここから始まる!片寄&川栄W主演「きみ波」徹底解剖SP（2019年6月18日、フジテレビ系） - ナレーション
- ボイレピ♪ 朝ごはん #25 山下誠一郎さんの声で作る「巣ごもり卵のオープンサンド」（2022年）[184]
- 小雪と発酵おばあちゃん（2023年4月16日-、NHK Eテレ） - ナレーション
- 宝鐘マリン制作ゲーム『The Second World 〜世界のつくりかた〜』ティザームービー（2023年、トール）[185]
- 撮り下ろしフォト&コラムブック Croquis ～山下誠一郎のペンは声よりも強し～（2025年5月21日）

## ディスコグラフィ

### キャラクターソング
| 発売日         | 商品名                                                                                            | 歌 | 楽曲 | 備考                                                                                   |
| -------------- | ------------------------------------------------------------------------------------------------- | --- | --- | -------------------------------------------------------------------------------------- |
| 2015年9月16日  | 心が叫びたがってるんだ。 オリジナルサウンドトラック                                               | 少女［仁藤菜月（雨宮天）］、街の人々 | 「word word word」                                                                                                | 劇場アニメ『心が叫びたがってるんだ。』劇中歌                                           |
| 2015年9月16日  | 心が叫びたがってるんだ。 オリジナルサウンドトラック                                               | 少女（心の声）［成瀬順（水瀬いのり）］、玉子［田崎大樹（細谷佳正）］、世界の人々 | 「心が叫びだす」                                                                                                  | 劇場アニメ『心が叫びたがってるんだ。』劇中歌                                           |
| 2016年5月25日  | TVアニメ「ハルチカ〜ハルタとチカは青春する〜」キャラクターソングミニアルバム〜ボーイズ〜          | 片桐圭介（山下誠一郎） | 「NORMAL LEADER’s ABILITY」                                                                                       | テレビアニメ『ハルチカ〜ハルタとチカは青春する〜』関連曲                               |
| 2016年10月26日 | 刀剣乱舞-花丸- 歌詠集其の二                                                                       | へし切長谷部（新垣樽助）、宗三左文字（泰勇気）、薬研藤四郎（山下誠一郎） | 「心魂の在処」 | テレビアニメ『刀剣乱舞-花丸-』エンディングテーマ                                       |
| 2016年10月26日 | 刀剣乱舞-花丸- 歌詠集其の二                                                                       | 前田藤四郎（入江玲於奈）、薬研藤四郎（山下誠一郎）、五虎退（粕谷雄太）、秋田藤四郎（山谷祥生）、乱藤四郎（山本和臣）、平野藤四郎（浅利遼太）、厚藤四郎（山下大輝） | 「花の薫りは叶枝垂れ」                                                                                            | テレビアニメ『刀剣乱舞-花丸-』エンディングテーマ                                       |
| 2016年11月23日 | 刀剣乱舞-花丸- 歌詠集其の四                                                                       | 前田藤四郎（入江玲於奈）、鯰尾藤四郎（斉藤壮馬）、薬研藤四郎（山下誠一郎）、五虎退（粕谷雄太）、秋田藤四郎（山谷祥生）、乱藤四郎（山本和臣）、平野藤四郎（浅利遼太）、骨喰藤四郎（鈴木裕斗）、厚藤四郎（山下大輝）、博多藤四郎（大須賀純）、一期一振（田丸篤志）                                                                         | 「恋と浄土の八重桜」                                                                                              | テレビアニメ『刀剣乱舞-花丸-』エンディングテーマ                                       |
| 2016年12月7日  | 刀剣乱舞-花丸- 歌詠集其の五                                                                       | にっかり青江（間島淳司）と幽霊退治戦隊 | 「にっかり妖かし数え唄」                                                                                          | テレビアニメ『刀剣乱舞-花丸-』エンディングテーマ                                       |
| 2016年12月21日 | 刀剣乱舞-花丸- 歌詠集其の六                                                                       | 愛染国俊（山下誠一郎）、蛍丸（井口祐一）、明石国行（浅利遼太） | 「心馳せから縁あり」                                                                                              | テレビアニメ『刀剣乱舞-花丸-』エンディングテーマ                                       |
| 2017年8月23日  | 活撃特典音楽集 弐                                                                                 | 薬研藤四郎（山下誠一郎）、蜻蛉切（櫻井トオル） | 「灯」 | テレビアニメ『活撃 刀剣乱舞』関連曲                                                    |
| 2017年12月6日  | アイドルタイムプリパラ♪ソングコレクション 〜ゆめペコおかわり！〜                                  | WITH | 「Giraギャラティック・タイトロープ」                                                                              | テレビアニメ『アイドルタイムプリパラ』挿入歌                                           |
| 2017年12月6日  | 『刀剣乱舞-花丸-』歌詠全集                                                                        | 花丸刀剣男士一同 | 「花丸◎日和！47振りver.」                                                                                         | 劇場アニメ『刀剣乱舞-花丸- 〜幕間回想録〜』主題歌                                      |
| 2018年1月24日  | 続『刀剣乱舞-花丸-』歌詠集 其の三                                                                 | 大和守安定（市来光弘）、加州清光（増田俊樹）、鯰尾藤四郎（斉藤壮馬）、歌仙兼定（石川界人）、宗三左文字（泰勇気）、薬研藤四郎（山下誠一郎）、燭台切光忠（佐藤拓也）、五虎退（粕谷雄太） | 「花丸印の日のもとで ver.3」                                                                                      | テレビアニメ『続 刀剣乱舞-花丸-』オープニングテーマ                                    |
| 2018年2月7日   | 続『刀剣乱舞-花丸-』歌詠集 其の五                                                                 | 大和守安定（市来光弘）、加州清光（増田俊樹）、愛染国俊（山下誠一郎）、同田貫正国（櫻井トオル）、鶴丸国永（斉藤壮馬）、平野藤四郎（浅利遼太）、骨喰藤四郎（鈴木裕斗）、厚藤四郎（山下大輝） | 「花丸印の日のもとで ver.5」                                                                                      | テレビアニメ『続 刀剣乱舞-花丸-』オープニングテーマ                                    |
| 2018年2月21日  | 続『刀剣乱舞-花丸-』歌詠集 其の七                                                                 | 前田藤四郎（入江玲於奈）、鯰尾藤四郎（斉藤壮馬）、薬研藤四郎（山下誠一郎）、五虎退（粕谷雄太）、秋田藤四郎（山谷祥生）、乱藤四郎（山本和臣）、平野藤四郎（浅利遼太）、骨喰藤四郎（鈴木裕斗）、厚藤四郎（山下大輝）、博多藤四郎（大須賀純）、一期一振（田丸篤志）、後藤藤四郎（村田太志）、信濃藤四郎（小林裕介）、包丁藤四郎（宮田幸季） | 「鈴生り時にて」                                                                                                  | テレビアニメ『続 刀剣乱舞-花丸-』エンディングテーマ                                    |
| 2018年6月27日  | アイドルタイムプリパラ☆ミュージックコレクション                                                   | WITH | 「チクタク・Magicaる・アイドルタイム！」                                                                          | テレビアニメ『アイドルタイムプリパラ』挿入歌                                           |
| 2018年6月30日  | GAME Pripara Music Collection vol.6                                                               | ゆい（伊達朱里紗）、ショウゴ（山下誠一郎） | 「夢川きょうだいのクリスマスメドレー」                                                                            | ゲーム『プリパラ』関連曲                                                               |
| 2018年6月30日  | GAME Pripara Music Collection vol.6                                                               | ショウゴ（山下誠一郎） | 「夢川きょうだいのクリスマスメドレー」                                                                            | ゲーム『プリパラ』関連曲                                                               |
| 2018年9月22日  | GAME Pripara Music Collection vol.7                                                               | WITH | 「ワクワクO'clock」                                                                                               | ゲーム『プリパラ』関連曲                                                               |
| 2018年9月22日  | GAME Pripara Music Collection vol.7                                                               | ショウゴ（山下誠一郎） | 「ワクワクO'clock」                                                                                               | ゲーム『プリパラ』関連曲                                                               |
| 2018年11月28日 | プリパラ ULTRA MEGA MIX COLLECTION                                                                | WITH | 「Giraギャラティック・タイトロープ（DJ BOSS EDM Remix）」                                                         | テレビアニメ『アイドルタイムプリパラ』関連曲                                           |
| 2018年11月30日 | 「ホーンテッド・オバケストラ」キャラクターソング Vol.4『好き』史詠                                | 一角史詠（山下誠一郎） | 「好き」 | 『ホーンテッド・オバケストラ』関連曲                                                   |
| 2018年12月7日  | スペシャルイベント「朝も！夜も！どんなときも！always WITH you!!」by アイドルタイムプリパラ 特典CD | WITH | 「好きにしてI-I-Z-E」 「DANCE PRINCE」 「BLASTING CLAP!」 「ALWAYS WITH YOU!!!」 「リフレイン・ザ・シンフォニー」 | テレビアニメ『アイドルタイムプリパラ』関連曲                                           |
| 2019年6月21日  | 華Doll*1st season 〜Flowering〜1巻「Birth」                                                       | Anthos | 「BIRTH」 「Unknown」                                                                                             | 『華Doll*』関連曲                                                                      |
| 2019年9月11日  | プロミス！リズム！パラダイス！                                                                    | PRI-Crew Friends | 「Crew-Sing! Friend-Ship♡」                                                                                       | 『プリパラ』関連曲                                                                     |
| 2019年10月11日 | 華Doll*1st season 〜Flowering〜2巻「Boxed」                                                       | 「Juliet」 「Stay Away」 | Anthos | 『華Doll*』関連曲                                                                      |
| 2019年10月23日 | ALWAYS WITH YOU!!!                                                                                | WITH | 「スーパー・ダーリン」 「Quest Milky Way!」 「JUST NOW!」                                                         | テレビアニメ『アイドルタイムプリパラ』関連曲                                           |
| 2019年10月23日 | ALWAYS WITH YOU!!!                                                                                | 夢川ショウゴ（山下誠一郎） | 「エスコート・パレット・ショウタイム！」                                                                          | テレビアニメ『アイドルタイムプリパラ』関連曲                                           |
| 2019年12月13日 | 華Doll*1st season 〜Flowering〜3巻「IDOLls」                                                      | Anthos | 「S.T.O.P」 「ChangeYourWorld」                                                                                   | 『華Doll*』関連曲                                                                      |
| 2020年3月20日  | 華Doll*1st season 〜Flowering〜 4巻 Message                                                       | Anthos | 「Me Against Myself」 「Silent Message」                                                                          | 『華Doll*』関連曲                                                                      |
| 2020年4月5日   | 恐竜あげみざわ☆/Peaceful Days                                                                     | 恐竜フレンズ | 「恐竜あげみざわ☆」                                                                                               | テレビアニメ『ギャルと恐竜』オープニングテーマ                                         |
| 2020年6月26日  | 華Doll*1st season 〜Flowering〜 5巻 For...                                                        | Anthos | 「I know,Who I am」 「Antholic」                                                                                  | 『華Doll*』関連曲                                                                      |
| 2021年2月12日  | 華Doll* Anthos*〜The Way I Am〜MAHIRO                                                             | 結城眞紘（山下誠一郎） | 「Tycoon」 | 『華Doll*』関連曲                                                                      |
| 2021年3月24日  | ホリミヤ BD・DVD第2巻特典CD                                                                       | 石川透（山下誠一郎） | 「スタートライン」                                                                                                | テレビアニメ『ホリミヤ』関連曲                                                         |
| 2021年3月26日  | 華Doll*2nd season INCOMPLICA:IU〜Meet〜                                                           | Anthos* | 「Flash Point」 「Shine On」                                                                                      | 『華Doll*』関連曲                                                                      |
| 2021年8月18日  | スケートリーディング☆スターズ キャラクターソングミニアルバム②                                     | Mi*Leon feat. NOA［久遠寺夢空（斉藤壮馬）］ | 「リンクのラブパッション☆」                                                                                       | テレビアニメ『スケートリーディング☆スターズ』関連曲                                    |
| 2021年10月1日  | 華Doll*2nd season INCOMPLICA:I/F〜es〜                                                            | Anthos* | 「Lay it down」 「Paradiso」                                                                                      | 『華Doll*』関連曲                                                                      |
| 2021年11月26日 | 華Doll* -Flowering- THE BEST                                                                      | Anthos* | 「Infraction」 | 『華Doll*』関連曲                                                                      |
| 2021年11月30日 | Darling in the Night                                                                              | シャドウ（山下誠一郎） | 「蒼い閃光」 | テレビアニメ『陰の実力者になりたくて!』関連曲                                          |
| 2021年12月22日 | Sunrise                                                                                           | unknown order | 「Sunrise」 「All One Knows」                                                                                     | 『Live us』関連曲                                                                      |
| 2024年8月14日  | アニメ『刀剣乱舞 廻』キャラクターソングアルバム                                                   | 三日月宗近（鳥海浩輔）、山姥切国広（前野智昭）、宗三左文字（泰勇気）、不動行光（阪口大助）、へし切長谷部（新垣樽助）、薬研藤四郎（山下誠一郎）、江雪左文字（佐藤拓也）、小夜左文字（村瀬歩）、一期一振（田丸篤志）、鯰尾藤四郎（斉藤壮馬）、燭台切光忠（佐藤拓也）、鶴丸国永（斉藤壮馬）                                                 | 「DAYBREAK」 | テレビアニメ『刀剣乱舞 廻 -虚伝 燃ゆる本能寺-』エンディングテーマ                      |
| 2024年8月14日  | アニメ『刀剣乱舞 廻』キャラクターソングアルバム                                                   | 薬研藤四郎（山下誠一郎） | 「DAYBREAK」 | テレビアニメ『刀剣乱舞 廻 -虚伝 燃ゆる本能寺-』関連曲                                  |
| 2024年11月13日 | プリパラ ソング♪コレクション Melody Moments!                                                      | WITH | 「オレーザービーム」                                                                                              | 『プリパラ』関連曲                                                                     |
| 2025年8月20日  | 『KING OF PRISM-Your Endless Call-み〜んなきらめけ！プリズム☆ツアーズ』Song Collection            | SePTENTRION、WITH | 「BOY MEETS GIRL -SePTENTRION＆WITH ver.-」                                                                       | 劇場アニメ『KING OF PRISM-Your Endless Call-み〜んなきらめけ!プリズム☆ツアーズ』挿入歌 |
| 2025年8月20日  | 『KING OF PRISM-Your Endless Call-み〜んなきらめけ！プリズム☆ツアーズ』Song Collection            | WITH | 「BOY MEETS GIRL -WITH ver.- 」                                                                                   | 劇場アニメ『KING OF PRISM-Your Endless Call-み〜んなきらめけ!プリズム☆ツアーズ』関連曲 |

### その他参加楽曲
| 発売日        | 商品名                                                                        | 歌         | 楽曲                                    | 備考 |
| ------------- | ----------------------------------------------------------------------------- | ---------- | --------------------------------------- | ---- |
| 2021年3月26日 | 今宵はブギーラップ (with 山下誠一郎) - Single                                 | 山下誠一郎 | 「今宵はブギーラップ(with 山下誠一郎)」 |      |
| 2022年7月27日 | [Re:collection] HIT SONG cover series feat.voice actors 〜10's-20's EDITION〜 | 山下誠一郎 | 「夜に駆ける」                          |      |